# Charles Soret
Charles Soret, švicarski fizik in kemik, * 23. september 1854, Ženeva, Švica, † 4. april 1904.
Širše je znan predvsem po raziskavah termodifuzije, ki jo včasih po njem imenujejo »Soretov pojav«, ukvarjal pa se je tudi s številnimi drugimi področji fizike in kemije.

## Življenje in delo
Charles Soret je bil sin Jacques-Louisa Soreta, profesorja fizikalne medicine na Univerzi v Ženevi in Clémentine Odier. Pod tutorstvom staršev je Charles že zelo zgodaj spoznal znanstveno metodo in pokazal zanimanje za matematiko ter fiziko. Leta 1872 je diplomiral iz umetnosti na kolidžu v Ženevi, dve leti kasneje pa pridobil še diplomo iz matematike. Poleg tega se je udeleževal tudi predavanj iz fizike in drugih naravoslovnih znanosti. Študij matematike je nadaljeval v Parizu na Sorboni, kjer je magistriral leta 1876. Ker je verjel, da mora biti fizik najprej dober matematik, se je šele po tem posvetil fiziki in pridobil magisterij dve leti kasneje.
Pariz je kmalu zapustil, saj so mu ponudili mesto na katedri za kristalografijo in mineralogijo na Univerzi v Ženevi. Tam je leta 1879 postal predavatelj, leta 1881 pa tudi redni profesor. V razmeroma slabih pogojih je na novo vzpostavil ves laboratorij in ustvaril kristalografske modele za poučevanje, kmalu pa je pričel tudi z raziskavami. Že leta 1879 je objavil prvo razpravo o termodifuziji na podlagi poskusov z raztopinama NaCl in KNO3 v ceveh, katerih konce je segreval oz. ohlajal. S poskusom je potrdil izsledke C. Ludwiga, ki jih je ta objavil že 20 let prej, vendar Soret zanje verjetno ni vedel. Vedel pa je za izledke klasičnih Gay-Lussacovih poskusov, s katerimi je ta dokazal, da postane neenakomerna raztopina soli s časom homogena, in se odločil razširiti poskus z gradientom temperature. Ravnovesnega stanja ni dosegel, je pa iz pretoka obeh raztopin izpeljal matematični opis pojava, zaradi česar termodifuzijo danes imenujemo po obeh avtorjih Ludvig-Soretov pojav. Tudi z uporabo drugih soli je prišel do istega zaključka, da se snov zbira v hladnem delu cevi. Zapisal je, da je hitrost termodifuzije odvisna od molske mase snovi.
Po prevzemu redne profesure se je usmeril v optiko, kristalografijo in kemijsko mineralogijo. Izpopolnil je refraktometer, napravo za merjenje loma in razklona v kristalih ter ga uporabil za merjenje Fraunhoferjevih spektralnih pasov v čistih kristalih.
Po smrti Elie Wartmann je leta 1887 sprejel tudi položaj profesorja splošne fizike, vendar ga je profesura pričela utesnjevati, saj zaradi obveznosti pri poučevanju širšega področja ni mogel posvečati toliko časa raziskavam kot jih je lahko samo kot profesor mineralogije. Leta 1888 je tako odstopil kot profesor mineralogije, 10 let predavanj pa je zbral v obsežnem učbeniku, ki ga navajajo še danes. Delo je nadaljeval na področjih polarizacije dielektrikov, toplotne prevodnosti kristalov in sorodnih področjih.
Leta 1898 je postal rektor Univerze v Ženevi; to delo je opravljal dve leti in ves ta čas tudi poučeval študente ter opravljal raziskave. Vse obveznosti so ga zelo utrudile in leta 1900 je naposled zaključil s poučevanjem ter postal častni profesor. Šibko zdravje je ustavilo tudi njegove raziskave in šele po treh letih počitka se je ponovno lotil loma, a je kmalu po tem, 4. aprila 1904 umrl zaradi bolezni prebavil, nekaj dni po sicer uspešni operaciji.